# NGC 5246
NGC 5246 (другие обозначения — UGC 8612, MCG 1-35-17, ZWG 45.50, IRAS13349+0421, PGC 48128) — спиральная галактика с перемычкой (SBb) в созвездии Дева.
Этот объект входит в число перечисленных в оригинальной редакции «Нового общего каталога».
В галактике вспыхнула сверхновая SN 2004bk Её пиковая видимая звёздная величина составила 16.